# Retrato de Bernhart von Reesen
El Retrato de Bernhart von Reesen es una pintura del maestro del Renacimiento alemán Alberto Durero de 46 x 32 cm.  Retrata a un hombre que lleva una gran boina plana y sujeta una hoja de papel contra un fondo rojo. El óleo sobre tabla está datado en 1521 y se encuentra en la colección de la Gemäldegalerie Alte Meister de Dresde.

## De fondo y detalles
La pintura fue ejecutada durante el viaje del artista a los Países Bajos en el periodo 1520–1521. El 16 de marzo de 1521, Durero escribió en su diario que había retratado en Amberes a un tal Bernhart von Reesen, por el que fue pagado con ocho florines y algunos pequeños regalos para su mujer y su sirvienta.
El hombre porta un atuendo negro y una camisa blanca. Sus manos, las cuales, según la tradición de la pintura flamenca, se apoyan en el borde inferior, sujetan una pequeña carta. Durero mezcla convenciones del retrato flamenco con la tradición veneciana.
El rostro aparece de tres cuartos, bien iluminado y enfatizado por un encuadre cercano y la boina grande. La cara es angulosa pero suavizada a través de un modelado delicado. Von Reesen se muestra poderoso y seguro pero su mirada dirigida a la izquierda en la distancia da a su pose al mismo tiempo una cualidad contemplativa. La composición está dominada por líneas diagonales que aportan intensidad al retrato.

## Identificación del retratado
El modelo ha sido identificado en base a la carta que sostiene en sus manos y la entrada en el diario de Durero. A pesar de que la escritura es difícil de interpretar, lo identifica con Bernhard von Reesen. Von Reesen era un rico mercader de Gdansk que vivía en Amberes, el activo y cosmopolita puerto flamenco, en ese momento. Tenía treinta años al momento de ser retratado, y murió el mismo año.
Algunos estudiosos lo identificaron en el pasado con el pintor flamenco Bernard van Orley a quien Durero conoció durante su estancia en Bruselas.  Este punto de vista fue refutado en 1972 por la doctora Erna Brand quien demostró de manera concluyente que era de hecho Bernhard von Reesen.